# Le Moulin de la chance
Pour l’article homonyme, voir Le Moulin de la chance (film).

Le Moulin bonne fortune (Moara cu noroc) est une nouvelle écrite par Ioan Slavici, traitant des conséquences du désir d'enrichissement sur le destin humain. La plupart des critiques la considèrent comme la création la plus importante de l'auteur, avec Pădureanca (La Fille de la forêt) et le roman Mara.

## Analyse littéraire
L’œuvre a comme thème les conséquences néfastes de la soif d'argent sur le destin humain. L'auteur est convaincu que la poursuite de l'argent ne fait qu'apporter le mal dans la vie et conduit finalement à la perdition. Ainsi, Le Moulin bonne fortune est une nouvelle psychologique; l'action se déroule dans un village de Transylvanie de la seconde moitié du XIXe siècle.
La nouvelle comporte 17 chapitres sans titres, un récit construit dans l'ordre chronologique des éventements  et une composition classique.
Le Moulin à bonne fortune commence et se termine par les paroles de la vieille femme, la belle-mère de Ghiță : « Que l'homme se contente de sa pauvreté, car, s'il s'agit d'une question, ce n'est pas la richesse, mais la paix de ta hutte qui te rend heureux » et respectivement « j'ai senti que ça n'allait pas bien se passer ; mais c'est ainsi que leur destin l'a voulu !... » qui évoque l'unité de l'ensemble.
De nombreuses expressions et proverbes populaires apparaissent dans la nouvelle, comme, par exemple « ce qu'il y a dans la main n'est pas mensonge », « quand je verrai ma nuque de mes propres yeux ».
George Călinescu, dans L'histoire de la littérature roumaine depuis les origines jusqu'à nos jours, considère que Moara cu noroc est « une nouvelle solide, avec un sujet de roman. Les grands élevage de porcs des lands désertiques d'Arad ainsi que la mœurs sauvages des porchers, ont quelque chose de la grandeur des histoires américaines avec ses immenses prairies et ses troupeaux de bisons. [...] Sămădăul Lică est un voleur et un meurtrier, couvert par des personnes fortes [...]. L’aubergiste Ghiță se met en travers du chemin des porchers, où on gagne beaucoup d’argent, et il s’érige en chef entre l’ordre juridique de l’État et la législation mutuelle des voleurs, ».

## Personnages
- Lică Sămădăul
- Ghita
- Ana
- Saila le vacher
- Raut
- Lèvre-cassée
- Pintea, gendarme
- Mère d'Ana
- Laie - l'un des serviteurs de Ghiță
- Mardi - Deuxième serviteur de Ghiță
- Petrișor - l'enfant de Ghiță et Ana
- Uta

## Adaptations au cinéma
La nouvelle a été adaptée en 1955 par le réalisateur Victor Iliu. Le film a été nommé pour une Palme d'or au Festival de Cannes. En 2015, elle a été adaptée par le réalisateur Marian Crișan sous le titre Orizont (adaptation libre).

## Traductions
- (hu) Jószerencse malma, 1970 (avec une postface de Gyula Dávid).
- (eo) La muelilo de la fortuno, trad. Lenke Szász. Anvers, Ligue flamande d'espéranto, 2018.
- (nl) De Geluksmolen, traduction et postface de Jan H. Mysjkin, 2019.